# Конькобежный спорт на зимних Азиатских играх 2011
Соревнования по конькобежному спорту на 7-х Зимних Азиатских играх прошли на крытом катке Алау в Астане с 31 января по 6 февраля 2011 года.

## Медалисты

### Мужчины
| Дистанция       | Золото                                  | Серебро                         | Бронза                                         |
| --------------- | --------------------------------------- | ------------------------------- | ---------------------------------------------- |
| 500 м           | Дзёдзи Като                             | Ли Ган Сок                      | Кэйитиро Нагасима                              |
| 1500 м          | Денис Кузин                             | Мо Тхэ Бом                      | Ли Гю Хёк                                      |
| 5000 м          | Ли Сын Хун                              | Дмитрий Бабенко                 | Хироки Хирако                                  |
| 10000 м         | Ли Сын Хун                              | Дмитрий Бабенко                 | Хироки Хирако                                  |
| Масс-старт      | Ли Сын Хун                              | Хироки Хирако                   | Дмитрий Бабенко                                |
| Командная гонка | Хироки Хирако Теппеи Мори Сёта Накамура | Ли Гю Хёк Ли Сын Хун Мо Тхэ Бом | Дмитрий Бабенко Артём Белоусов Александр Жигин |

### Женщины
| Дистанция       | Золото                        | Серебро                    | Бронза                                |
| --------------- | ----------------------------- | -------------------------- | ------------------------------------- |
| 500 м           | Юй Цзин                       | Ван Бэйсин                 | Ли Сан Хва                            |
| 1500 м          | Ван Фэй                       | Но Сон Ён                  | Нао Кодайра                           |
| 3000 м          | Масако Ходзуми                | Ким Борым                  | Ван Фэй                               |
| 5000 м          | Масако Ходзуми                | Пак То Ён                  | Эрико Исино                           |
| Масс-старт      | Но Сон Ён                     | Масако Ходзуми             | Ли Джу Ён                             |
| Командная гонка | Ли Джу Ён Но Сон Ён Пак То Ён | Фу Чуньянь Цзи Цзя Ван Фэй | Эрико Исино Сихо Исидзава Михо Такаги |

## Командный зачёт
| Место | Страна           | Золото | Серебро | Бронза | Всего |
| ----- | ---------------- | ------ | ------- | ------ | ----- |
| 1     | Республика Корея | 5      | 6       | 3      | 14    |
| 2     | Япония           | 4      | 2       | 6      | 12    |
| 3     | Китай            | 2      | 2       | 1      | 5     |
| 4     | Казахстан        | 1      | 2       | 2      | 5     |
| Всего | Всего            | 12     | 12      | 12     | 36    |